# 202-й гвардейский лёгкий артиллерийский полк
202-й гвардейский лёгко-артиллерийский ордена Александра Невского полк — воинское подразделение Вооружённых Сил СССР в Великой Отечественной войне. В составе действующей армии с 12 июля 1942 по 10 мая 1945 года.

## История
В соответствии с Постановлением ГКО в июле 1942 года на территории Горьковской области был сформирован 381-й истребительно-противотанковый артиллерийский полк (381-й ИПТАП).
После формирования поступил в распоряжение 66-й армии Сталинградского фронта. За первые три месяца обороны Сталинграда полк даже на один день не выходил из боя. За это время 381-й ИПТАП придавался 299-й, 49-й, 38-й гвардейской, 252-й, 226-й, 116-й и 64-й дивизиям 66-й армии, возвращаясь в боевые порядки некоторых из них ещё и ещё раз, чтобы перекрыть танкоопасные направления. Именно артиллеристами 381-го ИПТАП были произведены последние залпы в Сталинградском сражении, выпущенные по аэродрому противника в Гумраке.
1 марта 1943 года 381-й ИПТАП преобразован в 202-й гвардейский лёгко-артиллерийский полк (202-й гв. лап).
В июле 1943 года 202-й гвардейский лёгко-артиллерийский полк был включён в состав 4-й гвардейской лёгко-артиллерийской бригады (командир гвардии подполковник Кобзев В. И.) 2-й гвардейской артиллерийской дивизии прорыва РГК и принял участие в наступательной операции войск Южного фронта (командующий Ф. И. Толбухин) — на Миус-фронте.
В августе 1944 года создаётся 199-я отдельная лёгко-артиллерийская бригада в составе 3-й гвардейской танковой армии генерала П. С. Рыбалко, туда из 3-го Белорусского фронта передаётся 202-й лап из 2-й гвардейской артиллерийской дивизии прорыва РГК.
Полк принимал участие в освобождении Донбасса, Крыма, Витебска, Минска, Литвы, Нижней и Верхней Силезии, Праги.
Эффективность боевой деятельности 202-го гв. лап за период с 5 сентября 1942 по 9 мая 1945 года:
| Наименование техники (сооружений) противника | Уничтожено | Подавлено |
| -------------------------------------------- | ---------- | --------- |
| Танки                                        | 84         |           |
| Самоходные установки                         | 12         |           |
| Артиллерийские батареи                       |            | 57        |
| Зенитные батареи                             |            | 2         |
| Отдельные орудия                             | 22         | 30        |
| Миномётные батареи                           | 9          | 41        |
| Отдельные миномёты                           | 14         |           |
| Автомашины                                   | 172        |           |
| Наблюдательные пункты                        | 21         |           |
| Дзоты                                        | 21         |           |

Базовый музей полка находится в средней школе села Дмитровка Шахтёрского района Донецкой области.

## Подчинение
| Дата                               | Фронт                 | Армия               | Корпус                 | Дивизия                                    | Бригада                                      | Примечания |
| ---------------------------------- | --------------------- | ------------------- | ---------------------- | ------------------------------------------ | -------------------------------------------- | ---------- |
| 5 сентября 1942                    | Сталинградский фронт  | 66-я армия          |                        |                                            |                                              |            |
| 30 марта 1943                      | Южный фронт           | 51-я армия          | 31-й стрелковый корпус | 2-я гв. артиллерийская дивизия прорыва РГК | 4-я гв. лёгко-артиллерийская бригада         |            |
| 15 августа 1943 — 22 сентября 1943 | Южный фронт           | 2-я гв. танк. армия |                        | 2-я гв. артиллерийская дивизия прорыва РГК | 4-я гв. лёгко-артиллерийская бригада         |            |
| 8 февраля 1944                     | 4-й Украинский фронт  | 28-я армия          |                        | 2-я гв. артиллерийская дивизия прорыва РГК | 4-я гв. лёгко-артиллерийская бригада         |            |
| 8 апреля — 8 мая 1944              | 3-й Украинский фронт  | 51-я армия          |                        | 2-я гв. артиллерийская дивизия прорыва РГК | 4-я гв. лёгко-артиллерийская бригада         |            |
| 27 июля 1944                       | 3-й Белорусский фронт | 11-я гв. армия      |                        | 2-я гв. артиллерийская дивизия прорыва РГК | 4-я гв. лёгко-артиллерийская бригада         |            |
| Август 1944                        | 1-й Украинский фронт  | 3-я танковая армия  |                        |                                            | 199-я отдельная лёгко-артиллерийская бригада |            |
| 12 января 1945                     | 1-й Украинский фронт  | 3-я танковая армия  | 7-й танковый корпус    |                                            | 199-я отдельная лёгко-артиллерийская бригада |            |
| 15 февраля — 10 мая 1945           | 1-й Украинский фронт  | 3-я танковая армия  |                        |                                            | 199-я отдельная лёгко-артиллерийская бригада |            |

## Командиры
- июль 1942 — февраль 1943 — майор Лебедев Виктор Михайлович
- март 1943 — май 1945 — Гвардии подполковник (с 1944 года полковник) Щеголихин Пётр Александрович

## Награды и наименования
| Награда (наименование)    | Дата         | За что получена                           |
| ------------------------- | ------------ | ----------------------------------------- |
| Гвардейский               | 1 марта 1943 | За особые заслуги в Сталинградской битве. |
| Орден Александра Невского | 1 мая 1945   | За заслуги перед Родиной                  |